# أندري تشوبانو
أندري تشوبانو (بالرومانية: Andrei Ciobanu)‏ هو لاعب كرة قدم روماني في مركز الوسط، ولد في 18 يناير 1998 في بيرلاد في رومانيا. شارك مع منتخب رومانيا تحت 17 سنة لكرة القدم ومنتخب رومانيا تحت 19 سنة لكرة القدم ومنتخب رومانيا تحت 21 سنة لكرة القدم. أما مع النوادي، فقد لعب مع نادي فيتورول كونستانتا.

## وصلات خارجية
- أندري تشوبانو على موقع الاتحاد الأوربي (الإنجليزية)
- أندري تشوبانو على موقع إي إس بي إن إف سي (الإنجليزية)
- أندري تشوبانو على موقع قاعدة بيانات كرة القدم.إي يو (الإنجليزية)
- أندري تشوبانو على موقع Soccerbase.com (لاعب) (الإنجليزية)
- أندري تشوبانو على موقع Soccerway.com (الإنجليزية)
- أندري تشوبانو على موقع عالم كرة القدم.نت (الإنجليزية)
- أندري تشوبانو على موقع أوليمبيديا (الإنجليزية)
- أندري تشوبانو على موقع اللجنة الأولمبية الرومانية (الرومانية)